# 모의 현실
모의 현실(模擬現實, 영어: simulated reality)은 현실성(reality)을 모의할 수 있다는 생각이며 일반적으로 컴퓨터를 사용한 시뮬레이션에 의해서 진정한 현실과 구별이 되지 않을 정도로 모의하는 것을 가리킨다. 시뮬레이션 내부에서 생활하는 의식은 그것이 시뮬레이션인 것을 알고 있는 경우도 있고 모르는 경우도 있다. 가장 과격한 생각은 우리 자신도 실제로 시뮬레이션 안에서 살아 있다고 주장한다(모의실험 가설).
이것은 현재의 기술로 실현 가능한 가상 현실과는 다른 개념이다. 가상 현실은 용이하게 진정한 현실과 구별할 수 있으며 참가자는 그것을 현실과 혼동하지 않는다. 모의 현실은 그것을 실현하는 방식은 어떻든 진정한 현실과 구별할 수 없다는 점이 중요하다.
모의 현실의 생각으로부터 다음과 같은 의문이 생긴다.
- 원리적으로 우리가 모의 현실 안에 있을지 아는 것은 가능한가?
- 모의 현실과 진정한 현실에 무엇인가 차이는 있는가?
- 우리가 모의 현실 안에 살아 있다고 알았을 경우 어떻게 해야 하는가?

## 시뮬레이션의 종류

### 뇌-컴퓨터 인터페이스

통 속의 뇌. 현실에는 뇌가 수조안에 잠기고 있을 뿐이지만, 기계에 의해 모의된 세계를 보고 느끼고 있기 때문에, 뇌는 그 세계안에 있다고 느낀다

뇌-컴퓨터 인터페이스에 의한 시뮬레이션에서는, 참가자는 외부로부터 들어 오고, 뇌를 시뮬레이션용 컴퓨터에 직접 접속한다. 컴퓨터는 감각 데이터를 그들에게 전송해, 그들의 욕구를 읽어내, 그에 대한 반응을 돌려준다. 이와 같이 해 참가자는 모의된 세계와 상호작용해, 거기로부터 피드백을 얻는다. 참가자는, 가상의 영역안에 있는 것을 잊기 위해서 일시적인 조정을 받을지도 모른다. 시뮬레이션 안에서는, 참가자의 의식은 아바타에 의해서 표현된다. 아바타의 외형은 참가자의 실제의 외형과는 완전히 다른 경우도 있다.
사이버 펑크로 불리는 장르의 픽션에는, 뇌-컴퓨터 인터페이스에 의한 모의 현실이 많이 그려져 왔다.

### 가상시민형
가상 시민형 시뮬레이션에서는, 그 세계의 주민은 모두 그 시뮬레이션 세계에서 태어난 사람이다. 그들은 현실 세계에 진정한 신체를 가지고 있지 않다. 즉, 각각이 완전하게 모의된 실체이며, 그 시뮬레이션의 논리에 근거해 적당한 레벨의 의식이 실장되고 있다. 그러한 인공의식은 1개의 시뮬레이션으로부터 다른 시뮬레이션으로 전송 할 수도 있어 일시적으로 보존해 두고, 다음에 재기동할 수도 있다. 모의된 실체가 시뮬레이션 세계로부터 정신전송 기술을 사용해 현실 세계의 합성된 신체에 그려지는 일도 생각할 수 있다(예를 들면, 영화 '바츄오시티' 등).
이 범주는 다음의 2 종류로 분류된다.
- 가상시민-가상세계: 외계의 현실성은 인공의식과는 별도로 모의된다. 즉, 인공 의식은 주위의 세계에 특별한 힘을 발휘할 수 없다.
- 유아론적 시뮬레이션: 참가자 주위의 세계는 그들의 정신 안에만 존재한다. 즉, 생각했던 대로의 영향을 주위에 미칠 수 있다.

### 이민형
이민형의 시뮬레이션에서는, 뇌-컴퓨터 인터페이스의 경우와 같이 참가자는 외부의 현실 세계로부터 시뮬레이션에 들어 오지만, 그 형태는 다르다. 들어갈 때에 참가자는 정신전송 기술을 사용해 정신을 가상의 인체에 둔다. 시뮬레이션이 완료했을 때, 참가자의 정신은 외계의 실제의 신체에 되돌려져 그 때에 시뮬레이션 내에서의 기억과 경험을 얻는다.

### 혼합형
혼합형 시뮬레이션은 여러 가지 의식 형태를 서포트한다. 외계로부터의 뇌-컴퓨터 인터페이스에 의한 참가자나 이민이나 시뮬레이션된 가상 시민 등이다. 영화 '매트릭스'는 이 혼합형 시뮬레이션을 취급한다. 외계에 실제의 신체를 가진 인간의 정신 뿐만이 아니라, 에이전트와 같이 컴퓨터 세계 고유의 독립한 소프트웨어 프로그램도 있다.

### 그 외

#### NPC 혹은 봇의 연장선상
모의 현실 안의 사람들(의 일부)은 어떠한 오토메타, 철학적 좀비, 혹은 봇의 가능성이 있어, 시뮬레이션을 보다 리얼하게, 한편 재미있게 하기 위해서 부여되고 있을지도 모른다. 실제, 자기 자신 이외의 인물은 모두 봇은 아닐까 의심할 수도 있다. 보스트롬은 이러한 자기 자신 이외의 생명(혹은, 외부로부터 시뮬레이션에 들어온 참가자 이외)이 모두 봇인 시뮬레이션을"me-simulation"라고 불렀다.
보스트롬은 봇에 관한 생각을 다음과 같이 말하고 있다.
선조 시뮬레이션 이외에, 한 개인이나 있는 집단만을 포함하는 것보다 선택적인 시뮬레이션의 가능성도 생각할 수 있다. 그 외의 인류는 좀비 또는 '그림자의 사람들'이며, 시뮬레이션은 완전하게 시뮬레이션 된 사람들이 아무 의혹을 갖지 않는 정도로 행해진다. 그림자의 사람들을 모의하는 것이, 보다 리얼한 사람들을 모의하는데 비교하고, 얼마나 계산 능력을 절약할 수 있을까는 확실하지 않다. 의식을 가지지 않은 존재가 인간과 같이 행동해 눈치채이지 않는 일이 있을지도 확실하지 않다.
'좀비'라는 생각은 비디오 게임에 등장하는 NPC로부터 유래됐다. '봇'이라는 말은 '로봇'을 단축한 것이며, 이러한 개념은 비디오 게임에서 사용되는 단순한 인공지능이 기원이다.

#### 주관 시간
뇌-컴퓨터 인터페이스형의 모의 현실은 리얼타임에 가까운 성능이 요구될지도 모른다. 즉, 시뮬레이션내의 경과시간은 외계의 경과시간과 거의 같다는 것이 요구된다. 이것은, 플레이어가 어떠한 인터페이스로 시뮬레이션에 참가하고 있다고 해도, 동시에 그 신체가 실세계에 존재하기 때문이다. 따라서, 시뮬레이션이 현실보다 고속이기도 하고 저속이기도 하면, 시뮬레이션의 외부에 있는 뇌가 거기에 눈치채 버린다.
꿈 속에서는, 시간 경과는 늦어지거나 빨라지거나 한다. 그러나, 중요한 것은 어쨌든 생물학적인 유한의 속도라는 점으로, 시뮬레이션은 거기에 추종해야 한다. 다만, 참가자가 강화됐고, 고속의 정보처리가 가능한 경우는 별도이다.
한편, 가상 시민형이나 이민형의 모의 현실에서는, 그러한 필요는 없다. 왜냐하면, 거주자는 시뮬레이션내의 물리적 특성에 따라서, 경험하고, 사고하고, 반응하기 때문이다. 시뮬레이션이 저속이 되거나 고속으로 되거나 해도, 거주자의 지각이나 뇌나 근육도 똑같이 변화한다. 시뮬레이션 내에서의 시간 계측의 방법도 시뮬레이션 내의 물리 법칙에 따르기 때문에, 거주자는 시간 경과의 속도가 변화했던 것을 눈치채지 못한다. 외계와 어떠한 통신이 가능한 경우는, 예외 한다.
이 때문에, 시뮬레이션이 완전하게 정지했는지도 검출할 수 없다. 시뮬레이션이 일시정지하면, 그 중의 모든 생명이나 정신도 일시정지한다. 시뮬레이션이 다음에 재개되었을 경우, 거주자는 정지하기 전과 전혀 불연속성을 느끼지 않을 것이고, 비록 몇백만 년이나 정지해도 전혀 눈치채지 못할 것이다.
이상으로부터, 가상 시민형이나 이민형의 모의 현실에서는, 우주 전체를 통상의 속도로 모델화할 정도의 계산 능력이 없어도 좋게 된다. 튜링 완전의 정리에 의하면, 시뮬레이션은 그 호스트 컴퓨터를 관리할 수 있는 임의의 속도로 진행 가능하다. 이 경우의 제약 조건은 계산 속도가 아니고, 메모리 용량이다.

#### 재귀적 시뮬레이션
모의 현실 내에는 다른 모의 현실을 실행하는 컴퓨터가 존재할 수 있다. 상위의 시뮬레이터는 그 컴퓨터의 모든 원자를 모의해, 그 원자에 의해서 하위의 시뮬레이션이 계산되게 된다. 예를 들면, 심즈라는 게임을 놀고 있다고 하여, 심(시뮬레이트된 사람)이 게임에서 노는 상황을 상상해 주시길 바란다.
이러한 재귀는 무한의 레벨로 계속될 가능성이 있다. 이 재귀에는 다음과 같은 제약이 있다. 하위의 시뮬레이션은,
- 상위의 현실보다 '작지 않으면 안 된다'. 왜냐하면, 이용 가능한 메모리가 적으니까.

그리고, 다음 중 하나가 성립된다.
- 상위의 현실보다 저속이다.
- 상위의 현실보다 단순화됐다.
- 상위의 현실과 비교해 불완전하다.

마지막 경우는, 양자 역학적 불확실성을 우리의 세계가 시뮬레이션인 증거로 하는 생각의 기반이 되고 있다. 그러나, 이것은 시뮬레이션의 재귀적 연쇄가 유한한 것을 암묵적 전제로 하고 있다. 무한하게 연쇄한다면, 상위의 시뮬레이션과 하위의 시뮬레이션에 용이하게 눈치챌 수 있는 차이가 있을 필요는 없다.

## 픽션의 모의 현실
모의 현실은, 사이언스 픽션의 테마로도 잘 사용된다. 중세나 르네상스기의 종교극에선, '세계는 극장이다'라는 개념이 빈번히 등장한다. 이하에 작품을 열거한다.

### 문학
- '방법서설' 르네 데카르트 (1637년)
- 호르헤 루이스 보르헤스 (1899년- 1986년)의 제작품
- '작자를 찾는 여섯 명의 등장 인물' 루이지 피란델로 (1921년)
- '때는 흐트러져' 필립 K. 딕 (1959년)
- '모조 세계' 다니엘 F. 개르이(1964년)
- '파머 에르드릿치의 세 개의 성흔' 필립 K. 딕 (1965년)
- '유빅크' 필립 K. 딕 (1969년)
- '접속된 여자' 제임스 티프트리 Jr. (1974년)
- '리버 월드' 필립 호세 파마 (1979년)
- '바리스' 필립 K. 딕 (1981년)
- '뉴로만서' 윌리엄 깁슨 (1984년)
- '모나리자 오버드라이브' 윌리엄 깁슨 (1988년)
- '영원' 그랙 베어 (1988년)
- '클라인의 항아리' 오카지마 후타리 (1989년)
- '디파렌스 엔진' 브루스 스털링, 윌리엄 깁슨 (1990년)
- '소피의 세계' 요슈타인 가아더 (1991년)
- '스노우 크래시' 닐 스티브슨 (1992년)
- '바트' 제프 눈 (1993년)
- '피아삼 엔진' 이언 뱅크스 (1994년)
- '순열 도시' 그레그 이건 (1994년)
- 'MOUSE (소설)' 마키노 오사무 (1996년)
- '디아스포라' 그레그 이건 (1997년)
- '루프' 스즈키 코지 (1998년)
- Forever Free 죠 홀드맨 (1999년)
- '가상 공간 계획' 제임스 P. 호암 (1999년)
- '유의 수준의 돌' 데이비드 브린 (2001년)
- '소드 아트 온라인' 카와하라 레키 (2002년)
- '신은 침묵하지 않고' 야마모토 히로시 (2003년)
- Accelerando 찰즈 파업로스 (2005년)

### 영화, 텔레비전, 만화나 애니메이션 등
- 아발론 (오시이 마모루 감독)
- THE 빅 오 ( 카타야마 카즈요시, 코나카천소)
- 다크 시티(알렉스・프로야스 감독)
- 이그지스텐즈 (데이비드・크로넨바그 감독)
- 굿바이, Lenin! (보르후강・벡카 감독)
- 클론(필립 K. 딕 원작)
- 아일랜드 (마이클 베이 감독)
- 트루먼 쇼 (피터 위어 감독)
- 인생은 꿈(페드로・칼데론・데・라・바르카 각본)
- 매트릭스 (워쇼스키 형제 감독)
- 망상 대리인 (지금 민 감독)
- 시리얼 익스페러먼츠 레인 (코나카 치아키 각본)
- 토탈 리콜 (폴 버호벤 감독, 필립 K. 딕 원작)
- 트론 (1982)
- 바닐라・스카이 (캬 멜론・크로우 감독) 다만, 오픈 유어 아이즈 (아레한드로・아메나발 감독)의 리메이크
- 우주선 레드・드워후호의 일부 에피소드
- 스타 트렉의 일부 에피소드. 또, 호로젝키라는 시뮬레이터도 등장.
- 스타 게이트 SG-1의 일부 에피소드
- 석양 존의 일부 에피소드
- X파일 시리즈의 일부 에피소드
- 닥터 후의 일부 에피소드
- 13F (죠제프・라즈낙크 감독, 로우 랜드・에메릿히 제작)  en: The Thirteenth Floor
- 엑스맨 데드 풀이라는 메타 픽션적 캐릭터는, {이 세계는 창작물이다}라고 이해하고 있다. 하지만, 다른 캐릭터는 그의 정신 비정상 망언이라고 생각한다.
- 제가페인 (시모다 마사미 감독)
- 컴퓨터 코일 (이소미츠수컷 감독) 모의 현실을 의식한 설정이나 대사가 있다.
- 츠바사 (카츠라 마사카즈 작의 단편 만화 작품, '카츠라 마사카즈 콜렉션'에 수록)
- 메다카 박스 (원작 니시오 이신, 만화 아카츠키 아키라) 등장 인물의 한 명(아지무 나지미)이 모의 현실의 증상이라고 지적된다.

### 텔레비전 게임
- 파이널 판타지 X의 자나르칸드
- 스타 오션 Till the End of Time (고탄다 타카하루)
- 사일런트 힐
- 제로 시리즈
- '메탈 기어 솔리드 2'와'메탈 기어 솔리드 3'(고지마 히데오)
- .hack 시리즈
- 커스텀 로보
- 킹덤 하츠 II
- 심즈 시리즈
- 젤다의 전설: 꿈꾸는 섬
- DIGITAL DEVIL SAGA 아바탈 튜너

## 같이 보기
- 모의실험 가설
- 인공의식
- 인공생명
- 가상현실
- 증강현실
- 통 속의 뇌
- 사이버 펑크
- 호로젝키
- 자각몽
- 정신전송
- 매트릭스 (영화)
- 실재
- 세컨드 라이프
- 미트-미
- 가상 현실
- 이론면에서의 관련 인물

* 레이 카트와일
* 제논
* 콘라트 추제
* 프랭크 티프라
* 르네 데카르트
* 데이비드 도이치
* 플라톤
* 에드워드 후레드킨
* 닉 보스트롬
* 스타니스와프 렘
* 세스 로이드
* 장자

## 참고 문헌
- Copleston, Frederick (1993년) [1946년]. 〈XIX Theory of Knowledge〉. 《A History of Philosophy, Volume I: Greece and Rome》. New York: Image Books (Doubleday). 160쪽. ISBN 0-385-46843-1.
- Copleston, Frederick (1994년) [1960년]. 〈II Descartes (I)〉. 《A History of Philosophy, Volume IV: Modern Philosophy》. New York: Image Books (Doubleday). 86쪽. ISBN 0-385-47041-X.
- Deutsch, David (1997년) [1997년]. 《The Fabric of Reality》. London: Penguin Science (Allen Lane). ISBN 0-14-014690-3.
- Lloyd, Seth (2006년). 《Programming the Universe: A Quantum Computer Scientist Takes On the Cosmos》. Knopf. ISBN 978-1400040926.
- Tipler, Frank (1994년) [1994년]. 《The Physics of Immortality》. Doubleday. ISBN 0-385-46799-0.
- Lem, Stanislaw (1964년). 《Summa Technologiae》.